# Rubén Palazuelos
Rubén Palazuelos García (ur. 11 kwietnia 1983 w Santanderze) – hiszpański piłkarz, występujący na pozycji defensywnego pomocnika. Od sezonu 2007/2008 zawodnik klubu występującego w Scottish Premier League, Heart of Midlothian F.C.

## Kariera sportowa
Piłkarską karierę rozpoczął w klubie UD Lanzarote w 2000. Do roku 2005 był zawodnikiem CF Palencia. W sezonie 2005/2006 grał dla RS Gimnástica de Torrelavega. Rok później został wypożyczony do Arisu Saloniki, w którym rozegrał 21 spotkań. Od sezonu 2007/2008 gracz szkockiego Hearts.